# Brandt Snedeker
Brandt Snedeker (8 de diciembre de 1980, Nashville, Tennessee, Estados Unidos) es un golfista estadounidense que se ha destacado en la gira profesional PGA Tour, donde ganó cinco torneos y la Copa FedEx 2012. Sus mejores resultados en los torneos majors han sido terceros puestos en el Masters de Augusta de 2008 y el Abierto Británico de 2012, octavo en el U. S. Open de 2010, y 18.º en el Campeonato de la PGA de 2007.
Snedeker jugó en la Copa Mundial de Golf de 2008 y la Copa Ryder 2012 para la selección estadounidense. Desde septiembre de 2012 se ubica entre los diez primeros en la lista mundial de golfistas.

## Carrera deportiva
Snedeker ganó el U.S. Amateur Public Links de 2003, y en 2004 se convirtió en profesional. Disputó el Nationwide Tour durante tres años, registrando dos victorias y doce top 10. En 2006, resultó noveno en la tabla general, obteniendo así la tarjeta para disputar el PGA Tour en 2007.
En enero, marcó 61 golpes en la primera ronda de San Diego y finalizó tercero en dicho torneo. Consiguió una victoria en Greensboro, seis top 10, 13 top 25 y 23 cortes superados en 29 participaciones, destacándose un 12.º en el Players Championship, un 18.º en el Campeonato de la PGA y un 23.º en el Abierto de los Estados Unidos. De este modo, ingresó noveno a los playoffs del PGA Tour, y terminó 20.º en la Copa FedEx como Novato del Año. Dichos resultados le permitieron escalar rápidamente hasta la 47.ª posición en la lista mundial de jugadores.
Snedeker consiguió cinco top 10, siete top 25 y 19 cortes superados en el PGA Tour 2008, resultando 34º en la Copa FedEx. Sus mejores actuaciones incluyeron un empate en el tercer puesto en el Masters de Augusta, que lo colocó 32.º a nivel mundial, y un empate en noveno en el Abierto de los Estados Unidos.
En 2009, Snedeker superó solamente 14 cortes en 26 torneos disputados, tras padecer una lesión en las costillas. Logró un empate en segundo lugar en Quad Cities y un empate en quinto en el AT&T National en Washington, pero quedó fuera de las rondas finales de los cuatro majors. Terminó 55.º en la tabla de ganancias, con un total de cinco top 10 y ocho top 25.
El golfista tuvo una temporada irregular en el PGA Tour 2010, alternando una racha de ocho cortes superados con una de cinco de siete eliminaciones. Resultó segundo en San Diego y octavo empatado en el Abierto de los Estados Unidos, y consiguió cinco top 10, nueve top 25 y 18 cortes superados, para terminar 40.º en la Copa FedEx y 48.º en la lista de ganancias.
Snedeker obtuvo su segundo victoria en el PGA Tour en el Heritage, tras jugar tres hoyos adicionales frente a Luke Donald. Ese año cosechó un total de siete top 10 y 14 top 25, destacándose dos terceros puestos en el Barclays y el Campeonato Deutsche Bank y dos cuartos en Tampa Bay y Texas, que le permitieron escalar hasta la 14.ª colocación en la tabla de ganancias, 18.ª en la Copa FedEx, y 25.ª en la lista mundial.
En 2012, Snedeker ganó en el torneo de San Diego, saltando a la 15.ª posición mundial. Más tarde tercero empatado en el Abierto Británico, tras marcar  66 and 64 golpes en las dos primeras rondas.. En los playoffs, obtuvo el segundo puesto en el Barclays, terminó sexto en el Campeonato Deutsche Bank y triunfó en el Tour Championship. De este modo, Snedeker obtuvo la Copa FedEx 2012 con un saldo de siete top 10, diez top 25 y 20 cortes superados. Simultáneamente, con dicha victoria ingresó al top 10 en el ranking mundial de golfistas.
Snedeker venció en el Pebble Beach National Pro-Am 2013, alcanzando la cuarta posición mundial. Luego resultó sexto empatado en el Masters de Augusta.